# خیابان ۱۶ آذر
خیابان ۱۶ آذر با شماره‌گذاری معابر خیابان ۲۲۵ تهران یکی از خیابان‌های قدیمی تهران است که در منطقه ۶ شهرداری تهران واقع شده است و جهت شمالی-جنوبی دارد. خیابان ۱۶ آذر از شمال، از بلوار کشاورز شروع شده و در جنوب به خیابان انقلاب ختم می‌شود. خیابان ۱۶ آذر در ضلع غربی دانشگاه تهران قرار دارد، و نام آن بعد از انقلاب به‌دلیل نقش مهم دانشجویان در به‌ثمر رسیدن انقلاب و زنده‌نگه‌داشتن نام سه دانشجویی که در ۱۶ آذر ۱۳۳۲ کشته شدند، به خیابان ۱۶ آذر تغییر یافت.
در خیابان ۱۶ آذر بیش از ۲۵ ساختمان وجود دارد. از این تعداد، بر اساس تابلوهایی که بالای درِ ساختمان‌ها نصب شده است، حدود هشت ساختمان متعلق به دانشگاه تهران است که شامل زمین و ساختمان تربیت‌بدنی، پارکینگ دانشگاه، کلینیک‌های درمانی دانشگاه، انتشارات دانشگاه، معاونت دانشجویی و سازمان مرکزی و دانشگاه می‌شود. یکی دیگر از اماکن واقع در خیابان ۱۶ آذر سالن تئاتر مولوی است که به تالار تئاتر دانشجویان یا سالن تئاتر دانشگاه تهران مشهور است.
نزدیک‌ترین ایستگاه مترو به این خیابان، ایستگاه مترو انقلاب است.